# Elisabet (biblisk person)
Elisabet är en person som omnämns i Lukasevangeliets första kapitel. Hon var gift med Sakarias och var mor till Johannes Döparen. Hon vördas som helgon, med festdag den 5 november i Romersk-katolska kyrkan, den 8 september i ortodoxa kyrkorna.

## Biografi
Lukasevangeliet berättar att Elisabeth var av Arons stam, och liksom sin make ”rättfärdig inför Gud”; de ”levde oförvitligt efter alla Herrens bud och föreskrifter” (1:6). Makarna hade inte några barn eftersom Elisabeth var ofruktsam, och började bli gammal (1:7). Sakarias var präst, och när han lottats att tända rökoffret till Herren i templet, fick han en uppenbarelse av ärkeängeln Gabriel som sade till honom att han inte skulle vara rädd: ”Din bön har blivit hörd. Din hustru Elisabet skall ge en son åt dig, och du skall ge honom namnet Johannes” (1:13). Efter att Gabriel berättat om Johannes helighet blev Sakarias stum som straff för att han inte genast trott på Gabriels ord.
Elisabet var släkting till Jungfru Maria (1:36), och vid bebådelsen var hon själv i sjätte månaden; Gabriel berättade för Maria att fastän Elisabet varit ofruktsam är inget omöjligt inför Herren (1:36 f). Maria besökte Elisabet efter bebådelsen, och när Elisabet hörde Marias hälsning ”sparkade barnet till i henne, och hon uppfylldes av helig ande” (1:41). Elisabet välsignade Maria och barnet Maria bar, och blev därefter den första att benämna Jesus Herren.
När tiden var inne födde Elisabet en son, och personer i hennes omgivning förundrades och gladdes över att hon kunnat få barn. När Johannes skulle omskäras sade hon att han skulle heta Johannes, och inte Sakarias efter sin far, trots att ingen i hennes släkt burit det namnet.
Berättelsen om Elisabet har ibland jämförts med den om Arons hustru Eliseba i Andra Mosebok (6:23), som är Mirjams svägerska. Den har också jämförts med när Hanna födde Samuel (Första Samuelsboken 1:9 ff.). Framförallt liknas dock Elisabet med Jungfru Maria.
Det förekommer inga närmare uppgifter i Bibeln hur Elisabet och Maria skulle vara släkt, men Hippolytus skriver att deras mödrar Sobe och Anna var systrar, och att Elisabets far var av Levi stam.

### Webbkällor
- ”Elizabeth”. Catholic Encyclopedia. New Advent. http://www.newadvent.org/cathen/05387b.htm. Läst 29 augusti 2017.
- ”Sant' Elisabetta, madre di Giovanni Battista”. Santi e Beati. http://www.santiebeati.it/dettaglio/76150. Läst 29 augusti 2017.